# Crashbox
Crashbox és una sèrie educativa de televisió infantil co-creada per Eamon Harrington i John Watkin per a HBO Family que es va emetre entre 1999 i 2000 als Estats Units. Crashbox va ser un dels programes originals per al rellançament del canal HBO Family el febrer de 1999. Mai s'ha llançat en suport físic com DVD o VHS, tot i així s'ha emès amb certa regularitat a diversos serveis de streaming. Crashbox va ser creat per Planet Grande Pictures (Eamon Harrington i John Watkin) i està animat per Cuppa Coffee Studios, encapçalat per Adam Shaheen. Tot i ser una coproducció entre els Estats Units i el Canadà, Crashbox es considera una sèrie estatunidenca perquè està dirigida a un públic estatunidenc.

## Argument
L'espectacle té lloc dins d'un ordinador on robots de llauna creen cartutxos de joc verd i els juguen. L'estructura dels episodis és similar a la de The Electric Company. Cada episodi, de mitja hora de duració, consta de set jocs educatius de 2 a 5 minuts i de vegades un vuitè joc de bonificació. Els sketchs individuals no estan vinculats entre si pel que fa al contingut o la cronologia.

## Recepció
La sèrie va rebre crítiques generalment positives del públic i de les famílies a Common Sense Media, amb una puntuació de 4 sobre 5 estrelles.